# Kominíček (opera)
Kominíček je krátká opera (o délce cca 40 minut), která je druhou částí projektu „Hrajeme operu!“ („Let's Make an Opera!“), který vznikl ze společné myšlenky Benjamina Brittena a britského divadelního ředitele a libretisty Erica Croziera v roce 1949. Dílko je určené především dětskému a rodinnému publiku. Pro profesionální zpěváky jsou napsány jen čtyři role, pro další dvě dospělé a sedm dětských postačí amatéři. Doprovod obstarají klavír, smyčcové kvarteto a bicí.

## Stručný obsah
Opera popisuje skutečný příběh kominických učedníčků z 19. století, kteří čistili v Anglii komíny, tam kam se dospělý kominík nedostal. Je příběhem osmiletého kominického učedníka Sammyho, který uvízl v komíně, ale děti v domě ho zachránily a vše dobře dopadne.

## Inscenační historie v Česku
Českou scénickou premiérou kompletního provedení Kominíčka byla inscenace Dětské opery Praha poprvé uvedené v roce 2005. V roce 2013 operu uvedlo Operní studio při Národním divadle moravskoslezském v režii Lubora Cukra. V roce 2019 pak měla opera premiéru v Jihočeském divadle v Českých Budějovicích. Ve všech těchto představeních předcházel samotnému uvedení opery interaktivní úvod, ve kterém mohli být diváci, podobně jako tomu bylo v původní první částí projektu „Hrajeme operu“, svědky celého tvůrčího procesu vzniku opery, případně zažít exkurzi do zákulisí divadla. V roce 2010 operu inscenovali i v Bratislavě.

## Nahrávka
Operu vydal Supraphon v roce 1976 na LP albu. Nahrávka vznikla i z inscenace Dětské opery Praha.